# Giuseppe Servolini
Pour les articles homonymes, voir Servolini.

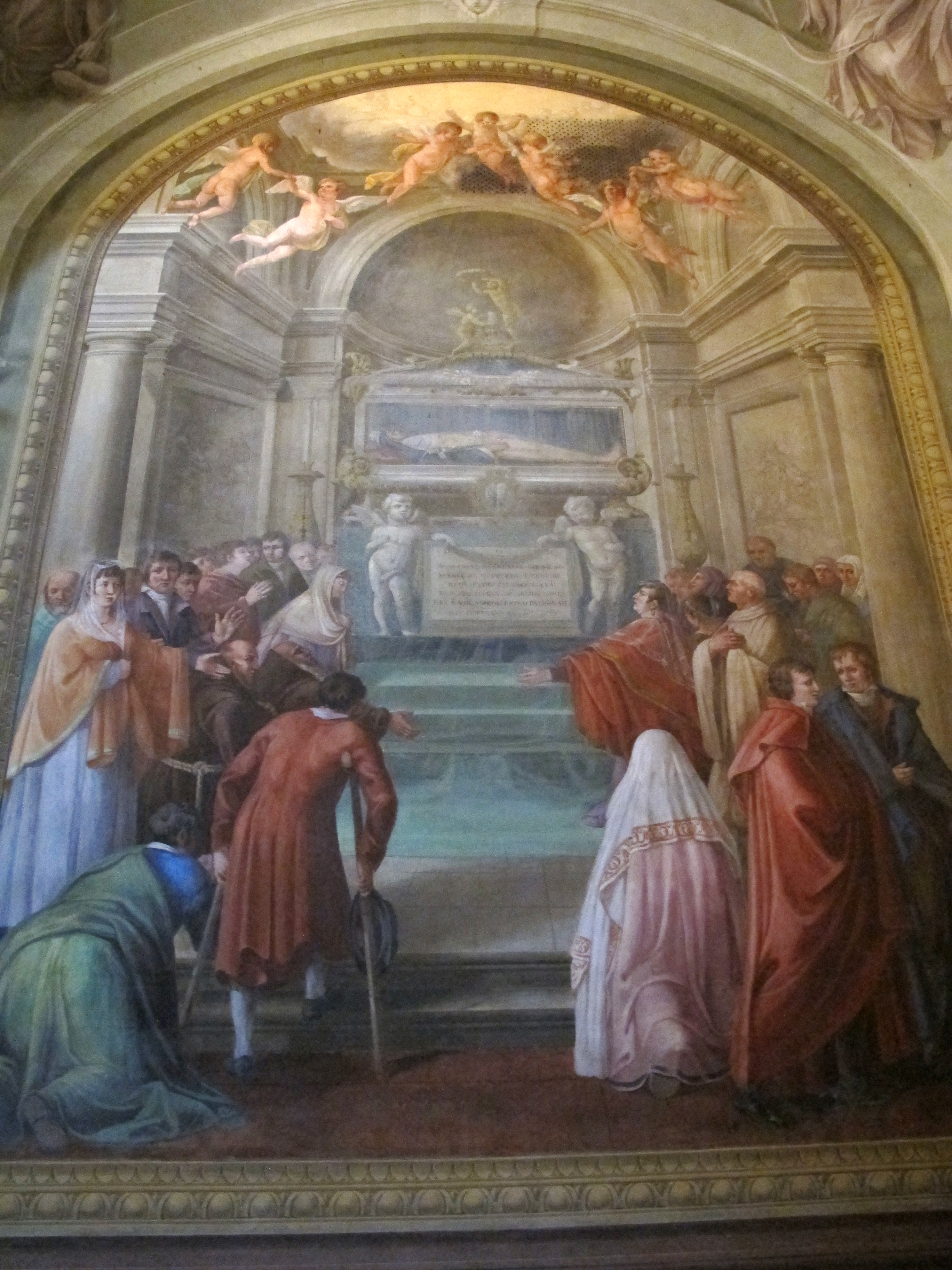
Peinture de Giuseppe Servolini à l'intérieur de l'église Santa Maria Maddalena dei Pazzi.

Giuseppe Servolini, également connu sous le nom de Sorbolini (1748-1834), est un peintre italien actif principalement à Florence.

## Biographie
Des œuvres de Servolini se trouvent dans l'église de Santa Maria Maddalena dei Pazzi. Il peint à fresque une Vierge à l'enfant et Saint Jean-Baptiste pour l'Oratoire de la Confraternita Di San Niccolò Del Ceppo à Florence. Il devient professeur à l'Accademia del Disegno de Florence en 1795. Il peint un crucifix en bois pour l'église de Santa Felicita, Florence. Il peint également à fresque les salles pompéiennes au premier étage de la Palazzina Reale delle Cascine à Florence. Avec le peintre Giovanni Orlandini, il aide à redécorer (repeindre) l'intérieur en mosaïque du baptistère de Florence en 1782.